# Ermanno I di Svevia
Ermanno I (... – 10 dicembre 949) fu il primo duca di Svevia della dinastia dei Corradinidi dal 926 alla morte.

## Biografia
Era figlio di Gebeardo, duca di Lorena, e cugino del re Corrado di Germania. Suo fratello era Udo, vincitore della battaglia di Andernach.
Quando il duca Burcardo II morì a Novara durante una campagna in Italia, il re Enrico l'Uccellatore conferì il ducato a Ermanno. Venne investito della carica in un Reichstag a Worms e Enrico dimostrò chiaramente che solo il sovrano e non la nobiltà tribale aveva il diritto di nominare un duca. Ermanno sposò Regelinda, la vedova di Bucardo.
Solo una volta Ermanno affrontò una ribellione dei suoi vassalli, ma fu anche costretto più volte a fare concessioni in Svizzera. San Gallo fu affidata alla protezione diretta del re e il duca perse l'uso delle sue terre e dei suoi redditi. Con il suo controllo sui passi alpini tra la Borgogna e l'Italia, servì diligentemente gli interessi ottoniani in questi regni. Egli accolse Berengario II quando questo fuggì nel regno dei Franchi Orientali dopo che il re d'Italia Ugo di Provenza aveva tentato di imprigionarlo; Ermanno quindi lo condusse dal suo sovrano, Ottone I, il quale non sosteneva la causa di Berengario II, ma decise comunque di non consegnarlo ad Ugo.
Con la morte di Ermanno, Ottone nominò a Worms nel 950 suo figlio Liudolfo come nuovo duca di Svevia, il quale nel 947 o 948 aveva sposato la figlia di Ermanno, Ida († 17 maggio 986).
Oltre ad essere duca, Ermanno era del 939 anche conte di Langau, nel divenne 948 conte di Auelgau e del 947 divenne abate laico di Echternach. Fondò la chiesa di San Florin a Coblenza e fu sepolto nel monastero sull'isola di Reichenau sul lago di Costanza.

## Matrimonio e figli
Sposò Regelinda, vedova del predecessorie Burcardo II, figlia del conte Eberardo I di Zurigo della stirpe degli Eberardingi. Essi ebbero:
- Ida, che sposò Liudolfo di Svevia (Liudolfingi), suo successore.

## Ascendenza
|                        |   |                        | Genitori |  |  | Nonni |  |  | Bisnonni           |  |  | Trisnonni        |  |
|                        |   |                        |          |  |  |       |  |  | Gebardo di Lahngau |  |  | Oddone d'Orléans |  |
|                        |   |                        |          |  |  |       |  |  | Gebardo di Lahngau |  |  | Oddone d'Orléans |  |
|                        |   | Engeltrude di Fézensac |          |  |  |       |  |  | Gebardo di Lahngau |  |  |                  |  |
| Udo di Neustria        |   |                        |          |  |  |       |  |  | Gebardo di Lahngau |  |  |                  |  |
|                        |   | …                      | …        |  |  |       |  |  |                    |  |  |                  |  |
|                        |   | …                      | …        |  |  |       |  |  |                    |  |  |                  |  |
|                        |   | …                      | …        |  |  |       |  |  |                    |  |  |                  |  |
| Gebeardo di Lotaringia |   | …                      |          |  |  |       |  |  |                    |  |  |                  |  |
|                        |   | …                      | …        |  |  |       |  |  |                    |  |  |                  |  |
|                        |   | …                      | …        |  |  |       |  |  |                    |  |  |                  |  |
|                        |   | …                      | …        |  |  |       |  |  |                    |  |  |                  |  |
| …                      |   | …                      |          |  |  |       |  |  |                    |  |  |                  |  |
|                        |   | …                      | …        |  |  |       |  |  |                    |  |  |                  |  |
|                        |   | …                      | …        |  |  |       |  |  |                    |  |  |                  |  |
|                        |   | …                      | …        |  |  |       |  |  |                    |  |  |                  |  |
| Ermanno I di Svevia    |   | …                      |          |  |  |       |  |  |                    |  |  |                  |  |
|                        | … | …                      |          |  |  |       |  |  |                    |  |  |                  |  |
|                        | … | …                      |          |  |  |       |  |  |                    |  |  |                  |  |
|                        | … | …                      |          |  |  |       |  |  |                    |  |  |                  |  |
| …                      | … |                        |          |  |  |       |  |  |                    |  |  |                  |  |
|                        |   | …                      | …        |  |  |       |  |  |                    |  |  |                  |  |
|                        |   | …                      | …        |  |  |       |  |  |                    |  |  |                  |  |
|                        |   | …                      | …        |  |  |       |  |  |                    |  |  |                  |  |
| Ida di Grabfeld        |   | …                      |          |  |  |       |  |  |                    |  |  |                  |  |
|                        |   | …                      | …        |  |  |       |  |  |                    |  |  |                  |  |
|                        |   | …                      | …        |  |  |       |  |  |                    |  |  |                  |  |
|                        |   | …                      | …        |  |  |       |  |  |                    |  |  |                  |  |
| …                      |   | …                      |          |  |  |       |  |  |                    |  |  |                  |  |
|                        |   | …                      | …        |  |  |       |  |  |                    |  |  |                  |  |
|                        |   | …                      | …        |  |  |       |  |  |                    |  |  |                  |  |
|                        |   | …                      | …        |  |  |       |  |  |                    |  |  |                  |  |
|                        |   | …                      |          |  |  |       |  |  |                    |  |  |                  |  |